# Dysmachus suludereae
Dysmachus suludereae là một loài ruồi trong họ Asilidae. Dysmachus suludereae được Hasbenli & Geller-Grimm miêu tả năm 1999. Loài này phân bố ở vùng Cổ Bắc giới và châu Á.